# São Francisco (ort i Brasilien, Minas Gerais, São Francisco, lat -15,95, long -44,86)
São Francisco är en ort i Brasilien.   Den ligger i kommunen São Francisco och delstaten Minas Gerais, i den sydöstra delen av landet, 300 km öster om huvudstaden Brasília. São Francisco ligger 465 meter över havet och antalet invånare är 33 033.
Terrängen runt São Francisco är huvudsakligen platt. São Francisco ligger nere i en dal.
Omgivningarna runt São Francisco är huvudsakligen savann. Runt São Francisco är det ganska glesbefolkat, med 29 invånare per kvadratkilometer.